# شوشان
شوشان (به لاتین: Xueshan) یک کوه در تایوان است که در Heping واقع شده‌است. شوشان ۳٬۸۸۶ متر بالاتر از سطح دریا واقع شده‌است.